# Tournefortia chinchensis
Tournefortia chinchensis là loài thực vật có hoa trong họ Mồ hôi. Loài này được Killip miêu tả khoa học đầu tiên năm 1927.